# Casa-fàbrica Busqueta-Riera
La casa-fàbrica Busqueta-Riera era un conjunt d'edificis situat al carrer d'en Robador, 24-26 del barri del Raval de Barcelona, avui desaparegut.

## Història

Projecte dels carrers de Sant Rafael, Sadurní i Beat Oriol (1798). Hom hi pot llegir «Jacinto Galí candeler»

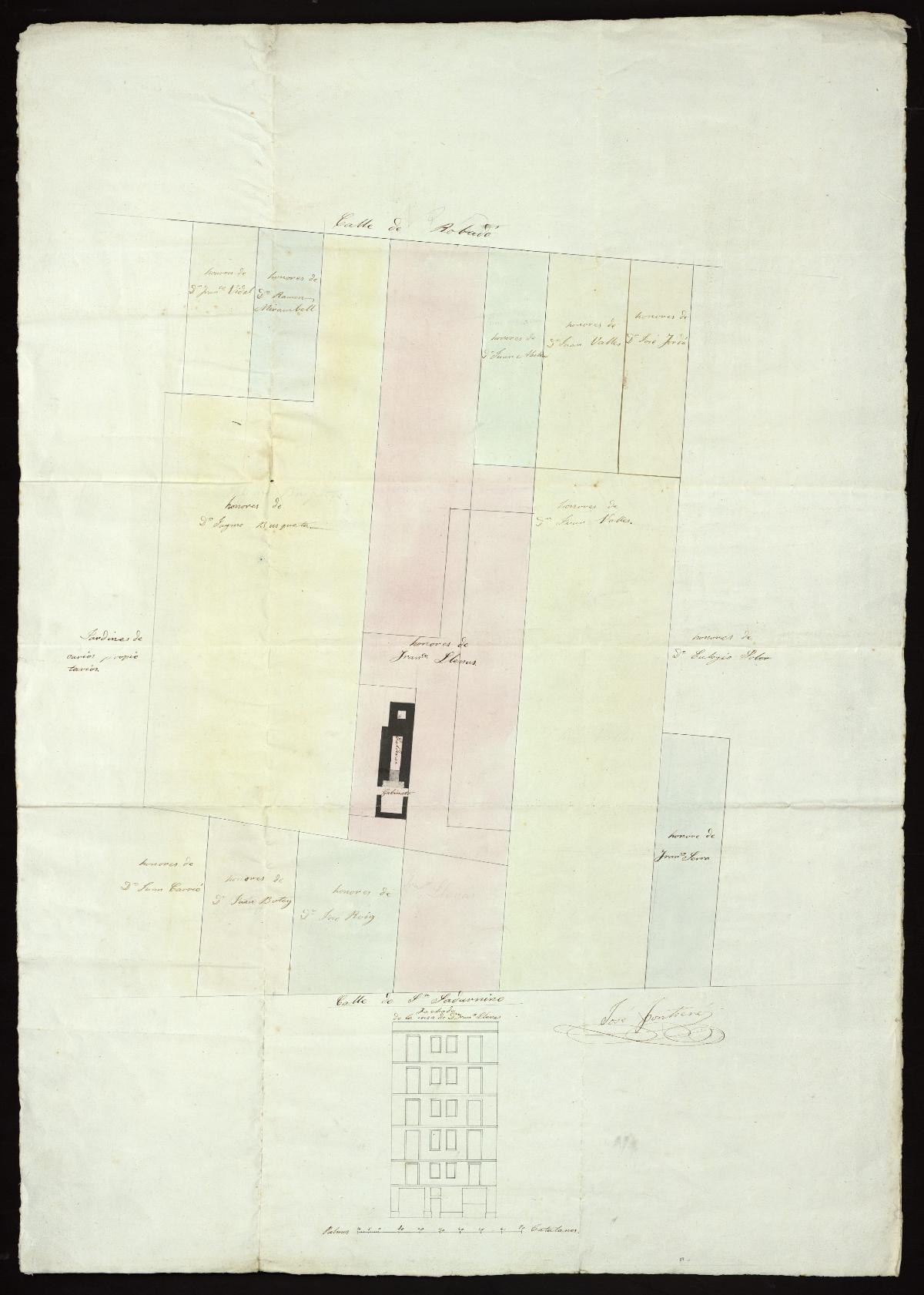
Parcel·lari de l'illa amb situació de la finca de Jaume Busqueta

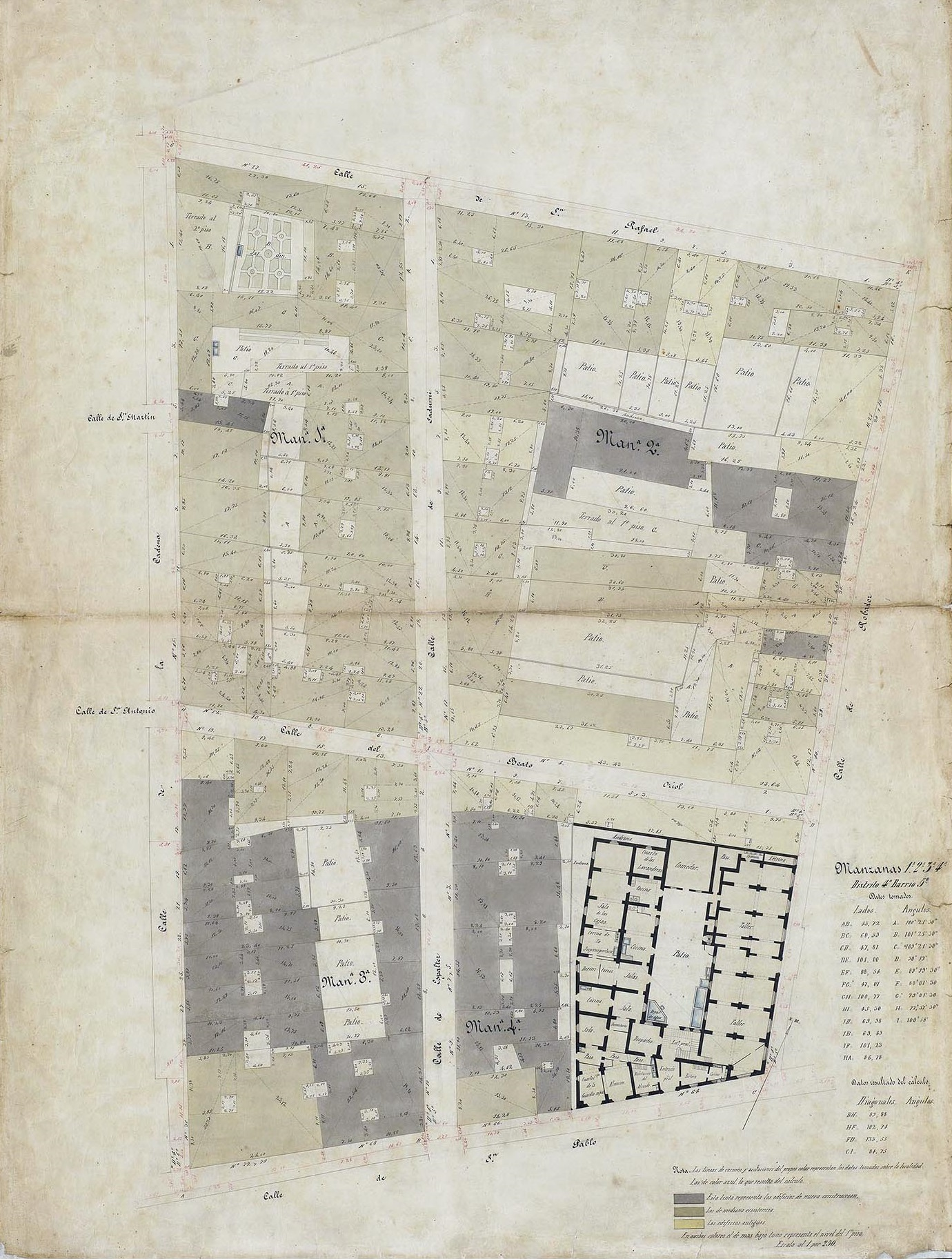
Quarteró núm. 95 de Garriga i Roca (c. 1860)

### Fàbrica de cera Galí
Francesc Galí i Tenas, originari de Camprodon, era un comerciant de productes colonials que s'establí al carrer de l'Argenteria de Barcelona al segle xviii. El 1765 adquirí una propietat al carrer d'en Robador, i tot seguit va demanar permís per a posar-hi dos balcons. El seu fill Jacint Galí i Carner, candeler de cera, hi va establir la seva fàbrica. Es va casar amb Maria Teresa Vilar i Ballester, filla de l'argenter Onofre Vilar i Llor i d'Emmanuela Ballester i Cruïlles, germana del també cerer Rafael Ballester i Cruïlles.
A la seva mort el 1805, fou succeït pel seu fill Jacint Galí i Vilar, també cerer i que va morir el 1825 sense descendència masculina, essent succeït per la seva vídua Josepa Boscà i Dorda, pubilla del mas Boscà de Badalona. El 1831, va adquirir en subhasta pública la casa del costat (núm. 8 antic, 24 modern) als hereus del perruquer Lluís Venench, i el 1833 vengué el conjunt per 11.625 lliures al fabricant de filats i teixits Jaume Busqueta i Guitart, que tot seguit va fer reformar la casa principal (núm. 7 antic, 26 modern) segons el projecte de l'arquitecte Josep Fontserè i Domènech.

### Filatura de cotó de Josep Vallès i Cia
El 31 de gener del 1842 es va constituir la societat Josep Vallès i Cia, amb un capital de 39.000 lliures i la participació de l'indià Pere Carbó i Rovira i Pere Casanovas (13.000 lliures més 4.000 cadascun prestades a Vallès), l'objecte de la qual era establir-hi una filatura de cotó moguda amb vapor. La sol·licitud es devia presentar el mateix febrer, i va motivar les queixes dels veïns: «Los infr[ascrit]os propietarios y vecinos de las calles de Robador, S. Rafael, Beato Oriol y de Espalter […] tienen presentido se va á establecer una fabricacion con maquina de vapor detrás de una casa de la de Robador en un espacio de pertenencias de la misma que antes era conocido por el huerto de la cera de Galí, y á fin de librarse de los imponderables daños y perjuicios que causaría […] suplican que […] se sirva tomar aquellas disposiciones que considere del caso para no permitir ó impedir que […] se ponga la maquina de vapor para fabricacion» El novembre del mateix any, la societat va adquirir una máquina de vapor de 16 CV a la casa Hick de Bolton (Anglaterra), però «con motivo de los sucesos políticos ocurridos en esta capital» (el bombardeig de desembre), la fàbrica no es va posar en marxa fins al 1844, quan ja s'hi havia incorporat Miquel Carbó (germà de Pere) com a soci amb 13.000 lliures més.

### Impremta Riera
El 1856, Busqueta va vendre la propietat a l'impressor manresà Pau Riera i Soler, que també tenia una llibreria religiosa. El 1859, aquest hi va fer instal·lar una màquina de vapor de 3 CV, segons els plànols del mestre d'obres Felip Ubach. A la seva mort el 1863, fou succeït pel seu fill Eusebi Riera i Reguant, que el 1869 hi va legalitzar dos generadors de vapor de 6 CV, amb la construcció de la xemeneia corresponent, segons els plànols de l'enginyer Lluís Serra i Varoy, i també hi va fer construir uns magatzems sota la direcció del mestre d'obres Antoni Valls i Galí. Va morir el 1889, i el va succeir el seu fill Pau Riera i Sans (†1914), que fou membre de l'Institut Català de les Arts del Llibre.

### Altres indústries
El 1917, el fabricant de naips Francesc Torras i Baseda es va associar amb del de paper Lluís Guarro i Casas, el litògraf valencià Josep Durà i Ròmul Gavarró, enginyer d'Igualada, per a crear la societat anònima Fabricantes de Naipes de España, que hi va instal·lar una fàbrica de naips i paper d'estany. El 1934, l'empresa fou absorbida per Naipes Heraclio Fournier, i posteriorment, hi hagueren altres empreses, com el fabricant de papers metàl·lics i litogràf Esteller i Garcia SL, i el de paper d'alumini i estany i impressor Metaloffset SA.

### Demolició
El 1991, el conjunt fabril va ser enderrocat per l'empresa mixta Promoció Ciutat Vella SA (PROCIVESA), dintre de l'operació de renovació urbana «Illa Robador».

## Descripció
Abans de l'enderrocament, l'arquitecte Jaume Artigues va descriure la «quadra» com un edifici de 28 m de llarg per 11 d'amplada i vuit rengleres de finestres d'arc rebaixat, que li donaven una doble il·luminació. Ocupava un solar d'uns 300 m², amb una superfície construïda total de 1.232 m². L'estructura estava formada per murs de fàbrica de maó i una línia central de pilastres d'obra, que sostenien les jàsseres de fusta principals, en sentit longitudinal, amb dues tramades de bigues de 5 m d'amplada a banda i banda. Els forjats dels pisos eren de fusta i s'hi accedia a través d'una escala situada en un dels extrems de l'edifici.